# 片岡万平
片岡 万平（かたおか まんぺい、明和7年〈1770年〉 - 文化14年12月20日〈1818年1月26日〉）は、江戸時代後期の一揆指導者。

## 経歴・人物
常陸河内郡生板村（現：茨城県稲敷郡河内町生板）の農民。
文化14年（1817年）凶作による年貢減免を要求し同村の市毛与五右衛門・石山市左衛門・多数の農民と共に幕府代官の吉岡次郎右衛門および勘定奉行所に訴える。のち越訴の罪で捕らえられて吟味中に獄死した。死後吉岡は罷免された。その後、文政6年（1823年）妙行寺の境内に法華塔が建立され生板の三義人として供養された。